# Сарпі (округ, Небраска)
Шаблон:StateAbbr_ 41°07′ пн. ш. 96°07′ зх. д. / 41.11° пн. ш. 96.11° зх. д.
Округ Сарпі (англ. Sarpy County) — округ (графство) у штаті Небраска, США. Ідентифікатор округу 31153.

## Історія
Округ утворений 1857 року.

## Демографія
За даними перепису 2000 року загальне населення округу становило 122595 осіб, зокрема міського населення було 113852, а сільського — 8743.
Серед мешканців округу чоловіків було 60919, а жінок — 61676. В окрузі було 43426 домогосподарств, 33238 родин, які мешкали в 44981 будинку.
Середній розмір родини становив 3,21.
Віковий розподіл населення поданий у таблиці:
| Стать    | До 15 років | 15-21 | 22-29 | 30-39 | 40-49 | 50-65 | 65-85 | Понад 85 |
| -------- | ----------- | ----- | ----- | ----- | ----- | ----- | ----- | -------- |
| Чоловіки | 16034       | 6437  | 7236  | 10788 | 9149  | 7758  | 3328  | 189      |
| Жінки    | 15345       | 6034  | 7186  | 10990 | 9472  | 8043  | 4064  | 542      |

## Суміжні округи
- Дуглас — північ
- Поттаваттамі, Айова — північний схід
- Міллс, Айова — південний схід
- Кесс — південь
- Сондрес — захід

## Виноски
1. ↑  US Decennial Census. US Census Bureau. Процитовано 11 грудня 2014.
2. ↑  Historical Census Browser. University of Virginia Library. Архів оригіналу за 11 серпня 2012. Процитовано 11 грудня 2014.
3. ↑  Population of Counties by Decennial Census: 1900 to 1990. US Census Bureau. Процитовано 11 грудня 2014.
4. ↑  Census 2000 PHC-T-4. Ranking Tables for Counties: 1990 and 2000 (PDF). US Census Bureau. Процитовано 11 грудня 2014.
5. ↑  State & County QuickFacts. Бюро перепису населення США. Архів оригіналу за 7 червня 2011. Процитовано 28 жовтня 2014. [Архівовано 2011-06-07 у Wayback Machine.](англ.) Наведено за англійською вікіпедією.
6. ↑  American FactFinder. Бюро перепису населення США. Архів оригіналу за 26 лютого 2012. Процитовано 31 січня 2008. [Архівовано 2008-05-21 у Wayback Machine.]

| США | Це незавершена стаття з географії США. Ви можете допомогти проєкту, виправивши або дописавши її. |